# りとる*りりー
りとる＊りりー（りとるりりー、リトルリリー）は、兵庫県加古川市を中心に活動していたアイドルグループである。YAMAISHI PICTURES（山石ピクチャーズ）所属。
キャッチコピーは「あなたのスマイルマネージャー　未熟なヒロイン　りとる*りりーです」。

## メンバー

### 最終
- 山岸　風花（やまぎし　ふうか）

団長（リーダー）。カラー：黄
ドラマ「西部警察」が好きということから「団長」と呼ばれている。はきはきとした喋り方が特徴。
- 幸田　零（こうだ　れい）

ダンスリーダー。カラー：緑
メンバー最年少であり、「零ちゃん」と呼ばれている。ダンスのキレとクールなキャラが特徴。
- 杉本　百合（すぎもと　ゆり）

テンションリーダー。カラー：ピンク
メンバー最年長ということから「ゆり姉」と呼ばれている。お姉さんらしい笑顔が特徴。

### 卒業生
- 夢野　遥（ゆめの　はるか）

元・副リーダー。カラー：青
笑顔が印象的なツンデレキャラ。「遥ちゃん」と呼ばれている。学業専念のため、6月末をもって卒業。

## 概要
2014年4月結成。山石企画短編ドラマ「ずっと一緒に…」の劇中から誕生、ドラマから飛び出したアイドルとして兵庫県加古川市を拠点に活動。メンバーは全員、同企画の一般オーディションから抜擢された。衣装は各イメージカラーのオーバーオール。
2014年11月2日、解散。

## 楽曲
- 「私事で恐縮ですが」

## 出演

### イベント
- 西神南セリオ・春の新生活応援フェスティバルイベント
- 高砂市制60周年記念事業「ご当地博」
- 第6回ひめじ国際短編映画祭2014

### ラジオ
- FMみっきぃ
- FM GENKI
- BAN-BANラジオ86.9MHz

「ご当地博をBAN-BAN紹介しちゃおー」
「YU-TA MON DESSE」（杉本百合）
「YAMAISHI　☆　CROSS　TALK」

### テレビ
- サンテレビ「深夜のマニアックアワー」

第12回（山岸風花）
第13回エンディング（山岸風花）